# Pericyma scandulata
Pericyma scandulata là một loài bướm đêm trong họ Erebidae.